# ایرج گرگین
ایرج گرگین (زاده ۱۵ بهمن ۱۳۱۳ – درگذشته ۲۳ دی ۱۳۹۰) روزنامه‌نگار و از مدیران پیشین تلویزیون ملی ایران بود.

## زندگی‌نامه
ایرج گرگین روزنامه‌نگاری را از نوجوانی با انتشار روزنامه دانش‌آموز در سال ۱۳۳۰ در تهران آغاز کرد و در انتشار روزنامه جوانان دموکرات فعالیت داشت.
همزمان با تحصیل در رشتهٔ ادبیات فارسی در دانشگاه تهران، هم فعالیت‌های تئاتری داشت و هم کار حرفه‌ای مطبوعاتی را در روزنامه کیهان شروع کرد و مدت کوتاهی نیز مدیر داخلی مجله کیهان فرهنگی بود.
گرگین در سال ۱۳۳۷ به عنوان تهیه‌کننده و گویندهٔ خبر به رادیو ایران پیوست و در همان سال طرح ایجاد یک رادیوی فرهنگی در تهران را ارائه داد که پس از تصویب به اجرا درآمد و رادیو تهران ایجاد شد. او در سال ۱۳۴۰ برای تحصیل در رشتهٔ تلویزیون به ژاپن رفت و زود به ایران برگشت.
گرگین در سال‌های نخستین دههٔ ۴۰ شمسی سرپرست و مسئول «برنامه دوم رادیو تهران» شد. این ایستگاه رادیویی پایگاه طرح مباحث اجتماعی، فرهنگی و هنری بود. هنرمندانی مانند احمد شاملو، فروغ فرخزاد، نادر نادرپور، سیمین بهبهانی، مهدی اخوان‌ثالث، و فریدون رهنما در این شبکهٔ رادیویی، که مخاطب آن بیشتر اهالی و علاقه‌مندان فرهنگ و هنر بودند، حضور یافتند.
وی در سال ۱۳۴۵ به همکاری با تلویزیون ملی ایران که تازه تشکیل شده بود پرداخت و اولین گوینده خبر آن بود. در سال ۱۳۴۶ مدیر روابط عمومی و انتشارات تلویزیون ملی ایران شد. در سال ۱۳۴۹ مدیریت خبر تلویزیون را برعهده گرفت و انتشار مجله تماشا توسط تلویزیون و با همت وی آغاز شد. در سال ۱۳۵۰ مدیریت تولید تلویزیون بر عهده وی گذارده شد. در سال ۱۳۵۱ برای ادامه تحصیل به کالیفرنیا رفت و در رشته مدیریت ارتباطات در دانشگاه USC تحصیل کرد. در بازگشت به ایران در سال ۱۳۵۳ مدیریت شبکه دوم تلویزیون را بر عهده گرفت. طی سالهای ۱۳۵۶ و ۱۳۵۷ به ساخت چند فیلم از موزه‌های مختلف دنیا پرداخت با عنوان «حضور ایران» که از جمله به دلیل وقایع و تحولات سیاسی در ایران ناتمام ماند. در سال ۱۳۵۹ از ایران خارج شد و در کالیفرنیا اقامت گزید. در سال ۱۳۶۱ رادیو امید را در جنوب کالیفرنیا بنیان نهاد. در سال ۱۳۷۷ در راه‌اندازی رادیو آزادی (بخش فارسی رادیو اروپای آزاد) در پراگ، جمهوری چک مشارکت داشت و سال‌ها مدیریت آن را برعهده داشت. این رادیو بعداً تبدیل به رادیو فردا شد. ایرج گرگین در سال ۱۳۸۸ بازنشسته شد و مقیم ویرجینیای شمالی در ایالات متحده شد. او صبح جمعه ۱۳ ژانویه بعد از یک دوره طولانی بیماری سرطان در بیمارستان فیرفکس در ویرجینیای شمالی درگذشت.
عنوان رادیو زمانه نیز به پیشنهاد ایرج گرگین انتخاب شده‌است.
تنها اثر مکتوب از گرگین کتابی ست با نام «امید و آزادی» که ماندانا زندیان، در گردهمایی سی و پنجمین سالگرد مجله «ره آورد» دربارهٔ آن می‌آورد: «در سه سال و در هفت شماره رهاورد مصاحبه‌هایی درآوردیم که روایت ایرج گرگین از رادیو و تلویزیون در ایران بود و این شد مرکز و هسته تنها اثر مکتوبی که به جا ماند از ایرج گرگین، کتابی به نام «امید و آزادی» که زندگی‌نامه حرفه‌ای شان بود.»

## نظرات دیگران
روزنامه‌نگاران هم‌دوره آقای گرگین و کسانی که از او آموخته‌اند، این روزنامه‌نگار پیش‌کسوت را به اعتدال، دقت، و تعهد به اصول حرفه‌ای روزنامه‌نگاری معرفی کرده‌اند.
ایرج گرگین در یکی از آخرین مصاحبه‌هایش در برنامه پارازیت تلویزیون صدای آمریکا، از روزنامه‌نگاران رسانه‌های فارسی‌زبانی که وابسته به دولت‌های غربی هستند انتقاد کرد که در روایت‌کردن وقایع و ارائه خبرها گاه «کاسه‌های داغ‌تر از آش» می‌شوند؛ در حدی حتی بیش از آنچه مورد انتظار دولت‌های حمایت‌کننده از این رسانه‌هاست. او گفت که علت چنین گرایشی، خصلت دولتی روزنامه‌نگاری در ایران است که روزنامه‌نگاران عادت به تلاش برای برآورده‌کردن انتظارات دولت تأمین‌کننده بودجه داشته‌اند.
مسعود بهنود، روزنامه‌نگار ایرانی، دربارهٔ ایرج گرگین گفته‌است:
صدای مخملین گرگین در کارش به کمکش آمد و از همه مهم‌تر اینکه او یک متانت ذاتی داشت که او را می‌برد به طرف مدیریت.
او جایی دیگر دربارهٔ گرگین گفته‌است:
«گرچه بعد از بیرون آمدن از ایران بنیانگذار چند رسانه شد ولی این، چیزی نبود که او می‌خواست و این موضوع را بازمی‌گفت. او بخصوص در زمینه مدیریت اطلاعات به اطلاعات بدون ایدئولوژی و بدون نظر معتقد بود و این کاری بود که خیلی در دوران تبعید برایش امکان‌پذیر نشد».

## آثار
- امید و آزادی

## گویندگی
- مستند عروج انسان ساخته بی‌بی‌سی ۱۳ قسمت
- مستند تمدن ساخته بی‌بی‌سی ۱۳ قسمت
- کارگردانی رادیویی، ترجمه و اجرای شازده کوچولو (کتاب صوتی)
- دکلمه مسمط یاد آر ز شمع مرده یاد آر